# Caroline Olivier (Freestyle-Skierin)
Caroline Olivier (* 22. Dezember 1971 in Québec) ist eine ehemalige kanadische Freestyle-Skierin. Sie war auf die Disziplin Aerials (Springen) spezialisiert.

## Werdegang
Olivier startete in der Saison 1991/92 in Tignes erstmals im Freestyle-Skiing-Weltcup, wobei sie den fünften Platz errang. In der Saison 1992/93 erreichte sie mit dritten Plätzen in Blackcomb sowie in Breckenridge ihre ersten Podestplatzierungen im Weltcup und zum Saisonende den 20. Platz im Gesamtweltcup sowie den sechsten Rang im Aerials-Weltcup. Beim Saisonhöhepunkt, den Weltmeisterschaften 1993 in Altenmarkt-Zauchensee, wurde sie Zehnte. Nach Platz drei in Tignes zu Beginn der Saison 1993/94, kam sie viermal unter den ersten Zehn, darunter zweite Plätze in Altenmarkt-Zauchensee und in Meiringen-Hasliberg und belegte damit den 17. Platz im Aerials-Weltcup. Bei den Olympischen Winterspielen 1994 in Lillehammer errang er den achten Platz. In der Saison 1994/95 sprang sie zehnmal in die Top Zehn und wurde damit 18. im Gesamtweltcup sowie Fünfte im Aerials-Weltcup. Zudem wurde sie beim Saisonhöhepunkt, den Weltmeisterschaften 1995 in La Clusaz, Vierte. 
In der Saison 1995/96 kam Olivier im Weltcup bei allen zehn Teilnahmen unter den ersten Zehn. Dabei holte sie in Altenmarkt-Zauchensee ihren ersten Weltcupsieg und errang in Hundfjället den zweiten Platz sowie in Piancavallo den dritten Platz. Die Saison beendete sie auf dem 11. Platz im Gesamtweltcup und auf dem dritten Rang im Aerials-Weltcup. Auch in der Saison 1996/97 wurde sie Dritte im Aerials-Weltcup und Zwölfte im Gesamtweltcup. Dabei siegte sie in Blackcomb sowie in Kirchberg und sprang in Mont-Tremblant sowie in Lake Placid jeweils auf den dritten Platz. Zudem kam sie bei den Weltmeisterschaften 1997 im Iizuna Kōgen Sukī-jō auf den sechsten Platz. In ihrer letzten Saison als aktive Sportlerin 1997/98 belegte sie in Mount Buller sowie in Tignes den dritten Platz und erreichte abschließend den 14. Platz im Gesamtweltcup sowie den vierten Rang im Aerials-Weltcup. Bei den Olympischen Winterspielen 1998 in Nagano errang sie den 19. Platz.

## Erfolge

### Olympische Spiele
- 1994 Lillehammer: 8. Platz Aerials
- 1998 Nagano: 19. Platz Aerials

### Weltmeisterschaften
- 1993 Altenmarkt: 10. Platz Aerials
- 1995 La Clusaz: 4. Platz Aerials
- 1997 Iizuna Kōgen: 6. Platz Aerials

### Weltcupsiege
Olivier nahm an 58 Weltcups teil und erreichte 49 Top-Zehn-Platzierungen sowie 15 Podestplatzierungen.
| Datum            | Ort                   | Land       | Disziplin |
| ---------------- | --------------------- | ---------- | --------- |
| 13. März 1996    | Altenmarkt-Zauchensee | Österreich | Aerials   |
| 19. Januar 1997  | Blackcomb             | Kanada     | Aerials   |
| 20. Februar 1997 | Kirchberg             | Österreich | Aerials   |

### Weltcupwertungen
| Saison  | Gesamt | Gesamt | Aerials | Aerials |
| Saison  | Platz  | Punkte | Platz   | Punkte  |
| ------- | ------ | ------ | ------- | ------- |
| 1991/92 | 1      | 56.    | 8       | 20.     |
| 1992/93 | 80     | 20.    | 480     | 6.      |
| 1993/94 | 48     | 42.    | 388     | 17.     |
| 1994/95 | 86     | 18.    | 688     | 5.      |
| 1995/96 | 90     | 11.    | 808     | 3.      |
| 1996/97 | 88     | 12.    | 708     | 3.      |
| 1997/98 | 85     | 14.    | 596     | 4.      |